# San Francisco Seals
O San Francisco Seals foi um time de futebol com sede em San Francisco, Califórnia. A equipe começou como a equipe sênior do San Francisco United Soccer Club fundada em 1985, como uma organização 501 (c) (3) .. A equipe jogou seus jogos em casa no Negoesco Stadium, no campus da Universidade de São Francisco . As cores da equipe eram preto, vermelho e branco. Após a primeira temporada e por cinco temporadas seguidas, o Seals dominou o futebol na Costa Oeste, vencendo 5 títulos da divisão, 3 títulos regionais e foi para 3 finais do campeonato nacional. Em 1997, o Seals foi chamado de "Equipe do Ano" pelos EUA hoje depois de derrotar o Seattle Sounders, o Kansas City Wiz (agora Sporting) e o San Jose Clash (agora Earthquakes) na Lamar Hunt U.S. Open Cup. Os Seals continuaram na A-League até 2000, quando a franquia parou o futebol profissional e voltou ao desenvolvimento dos jovens. Os Seals continuaram como membros da Y-League  e expandiram seu desenvolvimento juvenil para incluir jogadores de nível universitário em 2006, entrando no PDL. Desde 2009, o Seals se concentra no desenvolvimento dos jovens do futebol sub-6 ao sub-23. 

## História

### Primeiros anos
O San Francisco United Soccer Club (SFUSC) foi organizado pela primeira vez como clube de futebol juvenil em 1985 para os dois filhos de Tom Simpson. O SFUSC foi o primeiro clube de São Francisco a viajar para a prestigiada Gothia Cup em 1987. Contando com jogadores talentosos de toda a área da baía, o SFUSC logo se tornou um "super clube" e uma força dominante no futebol juvenil do estado da Califórnia. Em 1991, o clube criou duas equipes, a Red Team e a Blue Team, que avançaram profundamente na Associação de Futebol Juvenil da Califórnia   - Copa Estadual do Norte (Cal North Soccer). O time vermelho de 1991 venceu o SFUSC venceu a Copa do Estado de Cal North Soccer e continuou a conquistar o título da Região IV antes de avançar para a final da "Copa McGuire" nacional, perdendo para o Minnesota Thunder . 
No entanto, o surgimento de "superclubes" como o SFUSC provocou uma reação dos times menores do norte da Califórnia e, em 1992, o Cal North Soccer-North implementou regras para impedir o SFUSC de competir. Diante dessa oposição, o SFUSC decidiu abandonar o caminho tradicional para o sucesso amador, através das competições estaduais, e ingressar em um time na Liga Inter-Regional de Futebol dos EUA, precursora das atuais Ligas Unidas de Futebol . 
Em 1992, o SFUSC formou uma equipe conhecida como San Francisco All Blacks com base em seu uniforme todo preto e entrou na USISL. Após uma temporada inicial de 7 a 7 com jogadores de Sub-19, a equipe rapidamente se destacou diante de uma dura competição nacional. Em 1993, o New Zealand All Blacks enviou uma carta de cessação e desistência alegando violação de direitos autorais, forçando a equipe a mudar seu nome para o San Francisco Bay Seals. 
Em 1993, 1994 e 1995, o Seals conquistou o primeiro lugar na Conferência do Pacífico, venceu as regionais em 1995 e foi para o National Championship em Richmond. Eles venceram a Divisão da Conferência Oeste em 1996 e 1997, o Título Regional em 1996 e 1997 e foram para o Campeonato Nacional nos dois anos. Em 1998, o Seals mudou-se para a A-League Em 2000, a SFSCU vendeu a equipe para uma nova propriedade, que renomeou a equipe de Bay Area Seals . No entanto, os selos duraram apenas até o final da temporada de 2000, antes de dobrar. 
Os selos foram campeões da divisão três vezes, em 1994, 1995 e 1997. Em 1997, o Seals fez uma corrida incrível e histórica para as meias-finais da US Open Cup . Depois de vencer a D3 US Open Cup, o Seals nocauteou o Seattle Sounders . Eles então pegaram dois clubes da Major League Soccer . Primeiro veio o Kansas City Wiz na rodada de 16, e depois o San Jose Clash nas quartas de final no campo de origem do Clash, o Spartan Stadium . A Cinderela do Seals, que passou por clubes da divisão mais alta, terminou nas meias-finais quando perdeu por 2 a 1 para o DC United . 

### Ressurreição na PDL
Então, em 2006, após um intervalo de seis anos, os proprietários originais do clube ressuscitaram a equipe sênior, desta vez como uma franquia no PDL como o San Francisco Seals . O primeiro ano de volta à competição foi bastante decente   - quatro vitórias em seus primeiros seis jogos, incluindo um abrangente 3-1 sobre o California Gold   - deixou a equipe bem disputada pelos playoffs no início da segunda metade da campanha. No entanto, uma série decepcionante de resultados no segundo semestre de 2007, incluindo uma série sem vitórias de 5 jogos, de meados de junho a início de julho, levou a equipe a cair na mesa, terminando em sexto. O final da temporada foi animado por uma impressionante vitória por 8 a 1 sobre o California Gold, que contou com a ajuda de Luke Sassano . Jose Diaz e o atacante peruano John Colan foram os artilheiros da equipe, marcando 13 gols entre eles, enquanto Shani Simpson contribuiu com 4 assistências. 
2007 foi uma temporada de autos e baixos, similar de inconsistência decepcionante para os selos, quando a vitória após derrota após vitória após derrota durante todo o ano   - apesar da presença do ex-zagueiro do Manchester City Danny Warrender, organizando a linha de fundo. O Seals teve uma vitória abrangente por 3 a 1 sobre o Orange County Blue Star em julho, mas não conseguiu vencer o San Jose Frogs, rival da Bay Area, em sua série de dois jogos, perdendo por 2-0 em San Jose em junho e perdendo por 2 a 0 em casa no final da temporada. Os Seals acabaram por terminar em sexto lugar no meio da mesa; Anton Peterlin e Keith Ratzburg foram artilheiros com 3 gols cada, enquanto Richard Halvorsen registrou 3 assistências. 
Em dezembro de 2008, o Seals anunciou que, devidoo fim de sua competição local, o San Jose Frogs e o estado da economia, eles não entrariam em campo com uma equipe de PDL em 2009. 